# Большой Комысь
Большой Комысь — река в России, протекает по Архангельской области. Устье реки находится в 26 км по левому берегу реки Малый Ирыч. Длина реки составляет 12 км.

## Данные водного реестра
По данным государственного водного реестра России относится к Двинско-Печорскому бассейновому округу, водохозяйственный участок реки — Мезень от истока до водомерного поста у деревни Малонисогорская. Речной бассейн реки — Мезень.
Код объекта в государственном водном реестре — 03030000112103000044060.